# Barclay Arena, Hamburg
Barclay Arena (ursprungligen Color Line Arena, tidigare under namnen O2 World Hamburg och Barclaycard Arena) är en inomhusarena i Hamburg i Tyskland. Den är hemmaarena för handbollslaget HSV Hamburg och ishockeylaget Hamburg Freezers. Bygget av arenan påbörjades 13 juni 2001 och var klart 8 november 2002 och kostade 83 miljoner euro.
Arenan rymmer 16 000 personer vid olika musikevenemang och vid handbolls- och ishockeymatcher rymmer den cirka 13 800 personer. Anläggningen är utrustad med flera restauranger och barer. Arenan ligger precis bredvid Imtech Arena, fotbollsarenan där Hamburger SV spelar.